# エルネスト・ナザレー
エルネスト・ジュリオ・ナザレー （Ernesto Júlio Nazareth （またはNazaré とも）, 1863年3月20日 - 1934年2月4日）は、ブラジルのピアニスト・作曲家。
一生をリオ・デ・ジャネイロで過ごした。「ブラジル風タンゴ」やショーロなど、国内の民族音楽に影響されたピアノ曲を量産した。そのような作曲姿勢から、しばしば「ブラジルのショパン」と呼ばれている。ピアノ以外の音楽教育は学ばなかったため、残された作品はサロン小品と声楽曲ばかりであり、管弦楽曲や室内楽・カンタータやオラトリオのような分野の大作はなく、作曲技法も必ずしも洗練されていない。しかしながら、民衆音楽の影響のもとに切り開いた独自の素朴な詩境は、のちにヴィラ＝ロボスから、「ブラジルの魂」と称賛された。

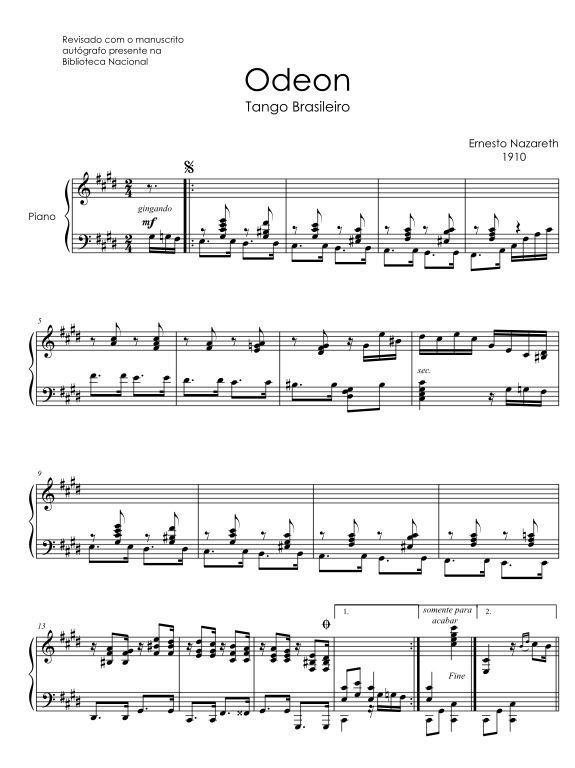
「オデオン、タンゴ」の楽譜

中産階級ながらもあまり豊かでない下級官吏の家庭に生まれ、ショパンを愛する母親からピアノの手ほどきを受ける。早い年齢でたぐい稀な音楽的才能が認められ、家族ぐるみで付き合いのあったアフロ＝アメリカンの作曲家、リュシアン・ランベールにも音楽の手ほどきを受ける。1873年に母親が亡くなってからもピアノを学び、間もなく作曲も手がけるようになった。最初の出版作品のポルカ『ボセ・ベン・サービ"Voce Bem Sabe"』 （あなたはよく御存知）は、14歳になるまでに作曲・出版された。その後は、ショーロの楽士たちとたむろして、敏感で独特なリズム感を身につける。マシシェ maxixe やルンドゥ lundu 、ショーロ choro 、アフリカ系住民のダンスなど、さまざまな民族舞曲に影響された。
長年ナザレーは、映画館オデオン座の待合室でピアニストとして働き、ここで最も有名な作品の一つ『オデオン』を作曲した。外国から数少ない音楽家がブラジルを訪問した際、オデオン座のナザレーの演奏を見学したといわれる。
1920年代初頭には、音楽ショップにピアニストとして雇われる。顧客が購入する際に持ち寄ってきた楽譜を見ながら、演奏し、客の要望に沿うかどうかを確認して見せるのが任務だった。客の中に、ナザレー作品の楽譜を手ずから弾こうとする者がいると、止めさせて、解釈が誤っていると苦情を言うのが常だったらしい。
1920年代に聴覚異常を来たし始め、最晩年まで悪化する一方だった。娘と妻の相次ぐ死によりトラウマが引き起こされ、心の病も重くなるばかりだった。1933年に精神病院に収容されたが、翌年に脱走して行方不明となり、懸命の捜索の結果、やがて森の中の滝で（滝壺の中とも滝のほとりとも伝えられる）、変死体となって発見された。検死結果によると溺死であったという。

## 創作様式、作品と影響
ナザレーは、心底からのブラジル人音楽家であり、音楽は楽しまれるべきであるとして、それ以上を望みはしなかった。ほとんど独学であり、音楽活動のほとんどは、劇場や映画館の伴奏ピアニストとして、あるいは小劇場のアンサンブルでのピアニストとして、演奏するのに振り当てられた。そのような劇場アンサンブルの楽団員の知り合いには、後の大作曲家ヴィラ＝ロボスがおり、当時はチェリストとして活動していた。ナザレーはショーロの発展のおおもとであり、ヴィラ＝ロボスは、これに基づき、後に自らの創作活動を繰り広げていったのである。
ナザレーは、ブラジルの民族音楽以外にも明らかに影響されており、子供時代にむさぼるようにして学んだショパンの影響が中でも顕著である。また、1869年にきら星のようにリオ・デ・ジャネイロにデビューして、瞬く間にブラジル楽壇を席巻したゴットシャルクの作風もナザレーにはお馴染みだった。作品には、19世紀ヨーロッパのクラシック音楽の豊かな和声法がこだましながら、ナザレーの生地ブラジルの、シンコペーションをともなう民族舞曲のリズム法に織り込まれてゆくのが認められる。そのうえ、アメリカ合衆国のラグタイムや初期のジャズの、小気味よいリズム感も健在である。これらの要素を統合して一つの有機体へとまとめ上げたことがナザレー独自の能力で、結果的には、ピアノ曲のレパートリーだけでなく、20世紀の音楽にも重要な貢献を果たしている。
ナザレーはショパンやその他のヨーロッパの作曲家から霊感を受けたように、逆に自らも、間接的とはいえ、ヨーロッパの作曲家に何かしらの影響を与えている。フランス人作曲家のダリユス・ミヨーは、自伝の中で、ブラジル滞在中にリオ・デ・ジャネイロの映画館でナザレーがピアノを演奏する風景を回想している。ミヨーはその音楽のリズムにたちどころに虜となって、ブラジル音楽をきわめてやろうと決心したというのである。その最終的な成果こそが、ミヨーのピアノ曲『ブラジルの想い出 Saudades do Brasil』だった。
ナザレーは「ブラジルのショパン」と呼ばれているが、だが作品に副題を好んでつけた点で、ショパンとは違っており、ショパンやフォーレよりもヨーロッパのサロン音楽の伝統に忠実だったといえる。しかしながら19世紀から20世紀初頭まで、ヨーロッパではサロン小品にフランス語の題名をつける慣習がまだ根強く残っていたのに対して、ナザレーは母語のポルトガル語に固執した。また題名によって、ドビュッシーやラヴェルのように、美術や文学からのインスピレーションをほのめかしたり、リストのように詩的な連想を暗示することもなかった。ナザレーの曲名には、しばしば第三者にとって謎めいた響きをもつものもあるが、それらは実在するスポーツチームやダンスクラブ、雑誌名など、ナザレーの日常生活の周辺から切り取られたものばかりである。このような意味で、ナザレーは「ブラジルのショパン」と呼ぶよりは、むしろ「ブラジルのクープラン」と呼んでこそふさわしい。
およそ300曲のピアノ小品において、ナザレーはみごとに、大衆的なブラジル舞曲のエッセンスを捕まえている。ナザレーは、厳密には都会の聴衆のために作曲したのだが、その作品には、（ブラジルで奴隷制が廃止された1888年以降の作品でも、）アフリカ系民族音楽の豊かな影響が息づいている。ほとんどの曲に、スコット・ジョプリンが発想したようなシンコペーションが使われている。ナザレーのピアノ曲には、ブラジルのありとあらゆるダンスが盛り込まれている。マシシ、バトゥーキ、 サンバ、そして中でも重要なのがタンゴである。後に世界中を熱狂させ、席巻したタンゴが、ブラジル生まれだったというだけでなく、実際にはナザレー自身の創り出したジャンルだったという証拠になるからだ。もしそれが間違いだったとしても、「ブラジル風タンゴ」の発展におおかたナザレーがかかわっており、このジャンルに優に100曲を残している。
最も有名な作品に、『ブレジェイロ（ろくでなし）"Brejeiro"』『アメノ・ヘゼダ"Ameno Reseda"』『バンビーノ（赤ん坊）"Bambino"』『トラベッス（腕白坊主）"Travesso"』『フォン・フォン"Fon-Fon"』『テネブローズ（暗闇）"Tenebroso"』がある。ナザレーが初めて「ショーロ」と呼んだ作品のうち、『アパニェイチ・カヴァキーニョ（頑張れカバキーニョ）"Apanhei-te Cavaquinho"』は、さまざまな楽器アンサンブルによって演奏できる、古典的名作である。
晩年になって完全に聴覚を失うと、創作活動にも支障をきたしたが、それでもブラジル国内ではなかなかナザレー人気は衰えなかった。ゴットシャルクやジョプリンを評価する人たちなら、ナザレーの残した魅力的な宝石たちをきっとたちまち気に入るに違いない。
作曲者の死後から半世紀を経た近年になって、ナザレー作品を集めたアルバム制作が世界的にも相次いでおり、最近では伝記や、作曲者に関するCD-ROMも発表されている。ナザレーは、クラシックとポピュラー音楽にまたがって活動したことから、ナザレーのピアノ曲は、クラシックの学び手にも、ポピュラー音楽の学び手にも、有用な教材とされつつある。